# Bewegtes Singspiel

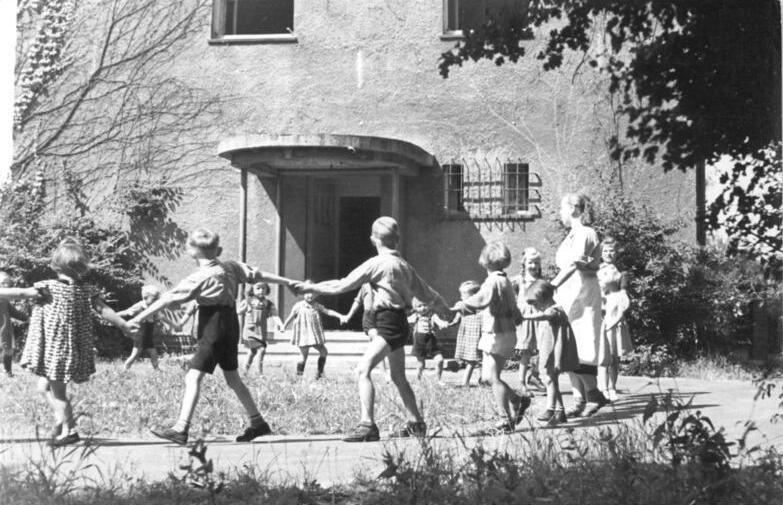
Es geht eine Zipfelmütze in unserem Kreis herum … – ein fröhliches Kreisspiel im Kindergarten Magdeburg-Friedensweiler (1953)

Das bewegte Singspiel ist ein musikalisch-rhythmisches Kinderspiel, das Gesten und Sprechgesang vereint.
Im Gegensatz zu den Kreisspielen und Gruppentänzen wie dem Reigentanz sind bewegte Singspiele jedoch eher mit dem Einzeltanz vergleichbar, da die Choreographie des bewegten Singspiels auf eine einzige Person abgestellt ist. Aus diesem Grund finden bewegte Singspiele auch gelegentlich im Rahmen von Pfänderspielen Verwendung.
Meist werden Singspiele jedoch in größeren Gruppen veranstaltet, wobei aus spielpädagogischer Sicht unter anderem musikalische Aspekte (Synchronisation) und soziale Aspekte (Gemeinschaftsgefühl) eine wichtige Rolle spielen.
Anders als beim Tanz werden Singspiele aus dem Stand oder im Sitzen aufgeführt, sodass sie auch unterwegs oder bei Tisch als Pausenfüller gespielt werden können. Bewegte Singspiele zählen zur modernen Folklore und Kinderfolklore und werden wie Volkslieder, Kinderlieder und Märchen meist nur mündlich überliefert. Besonders im Rahmen der organisierten Jugendarbeit, etwa bei den Pfadfindern oder christlichen Jugendgruppen, kommen sie häufig zum Einsatz.

## Bekannte bewegte Singspiele
- Auf der Mauer, auf der Lauer
- Brüderchen, komm tanz mit mir
- Das rote Schaukelpferd
- Der kleine Matrose
- Die Meiersche Brücke
- Dornröschen war ein schönes Kind
- Drei Chinesen mit dem Kontrabass
- Ein kleiner Matrose
- Es geht eine Zipfelmütz
- Es war eine Mutter
- Hänsel und Gretel verliefen sich im Wald
- Ich kenne einen Cowboy
- Jetzt fahr’n wir übern See
- Kleiner Hai
- Mein Hut, der hat drei Ecken
- Ri-ra-rutsch
- Spannenlanger Hansel
- Und wer im Januar geboren ist
- Zeigt her eure Füße

## Schwierigkeitsgrad
Fast alle Singspiele beinhalten ein Element zur Steigerung des Schwierigkeitsgrades, beispielsweise:
- zunehmende Geschwindigkeit
- Akkumulation von immer längeren Wort und Gesten-Folgen (ähnlich wie beim Spiel Ich packe meinen Koffer)
- fortschreitende Substitution von Wörtern durch Gesten (Lückentextlieder)

## Bewegte Singspiele in der Popkultur
Mittlerweile erfreuen sich bewegte Singspiele aufgrund ihrer einfachen Melodik und Harmonik und der leicht erlernbaren Choreographie zunehmender Beliebtheit bei Jugendlichen und Erwachsenen, so etwa als Mallorca-Hit Das rote Pferd oder als Youtube-Phänomen Kleiner Hai. 2002 veröffentlichte Guildo Horn das bekannte Singspiel Der kleine Matrose als Hidden Track auf dem Album König der Möwen.